# Hradištský vrch (přírodní rezervace)
Hradištský vrch je přírodní rezervace ev. č. 1272 jižně od obce Konstantinovy Lázně v okrese Tachov. Oblast spravuje Agentura ochrany přírody a krajiny ČR. Důvodem ochrany je zbytek přirozených lesních společenstev xerothermního charakteru. Rezervace se nachází ve vrcholové části a přilehlém jižním svahu stejnojmenného vrchu neovulkanického původu.

## Galerie

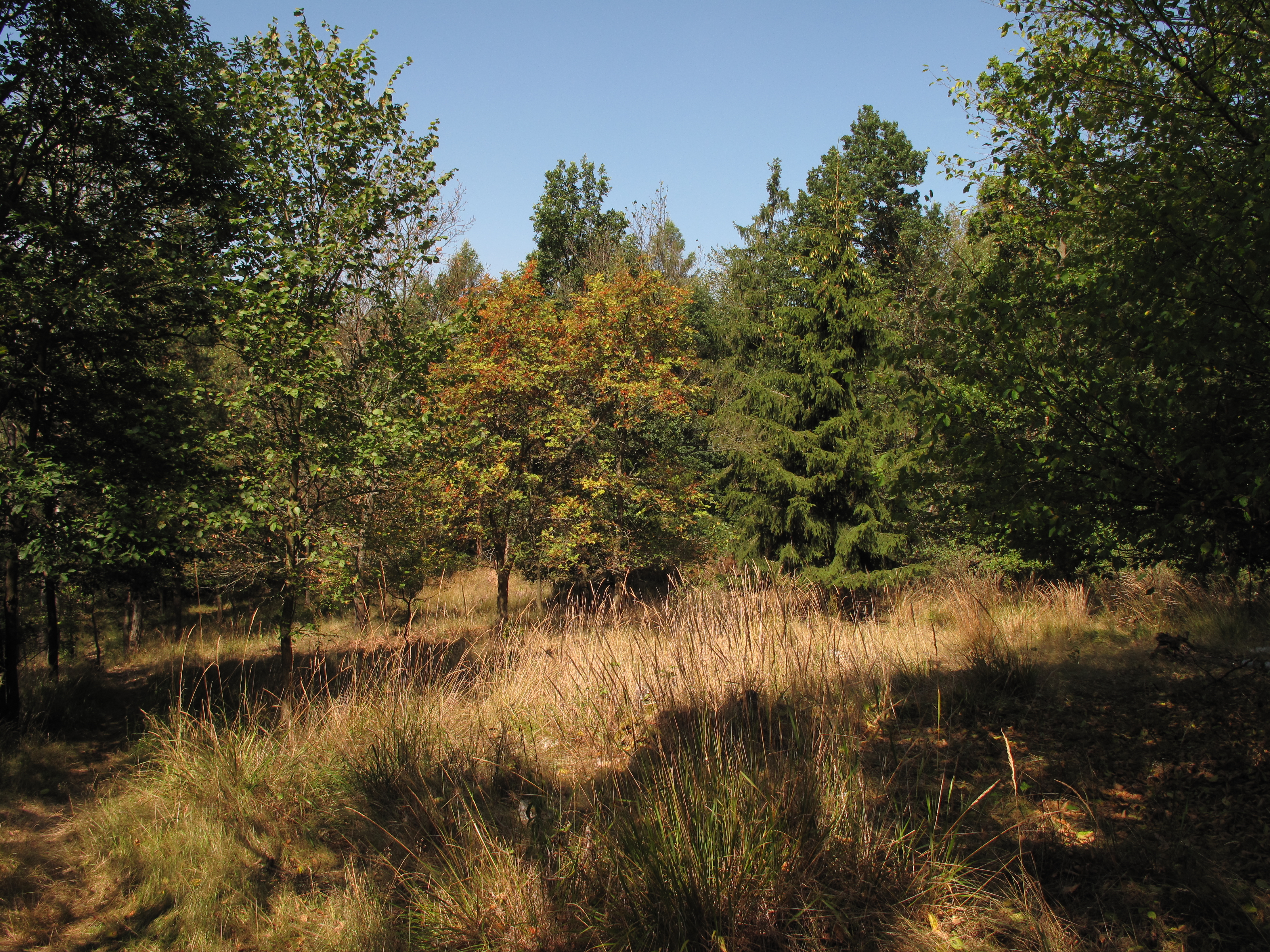
Mix stromů a keřů
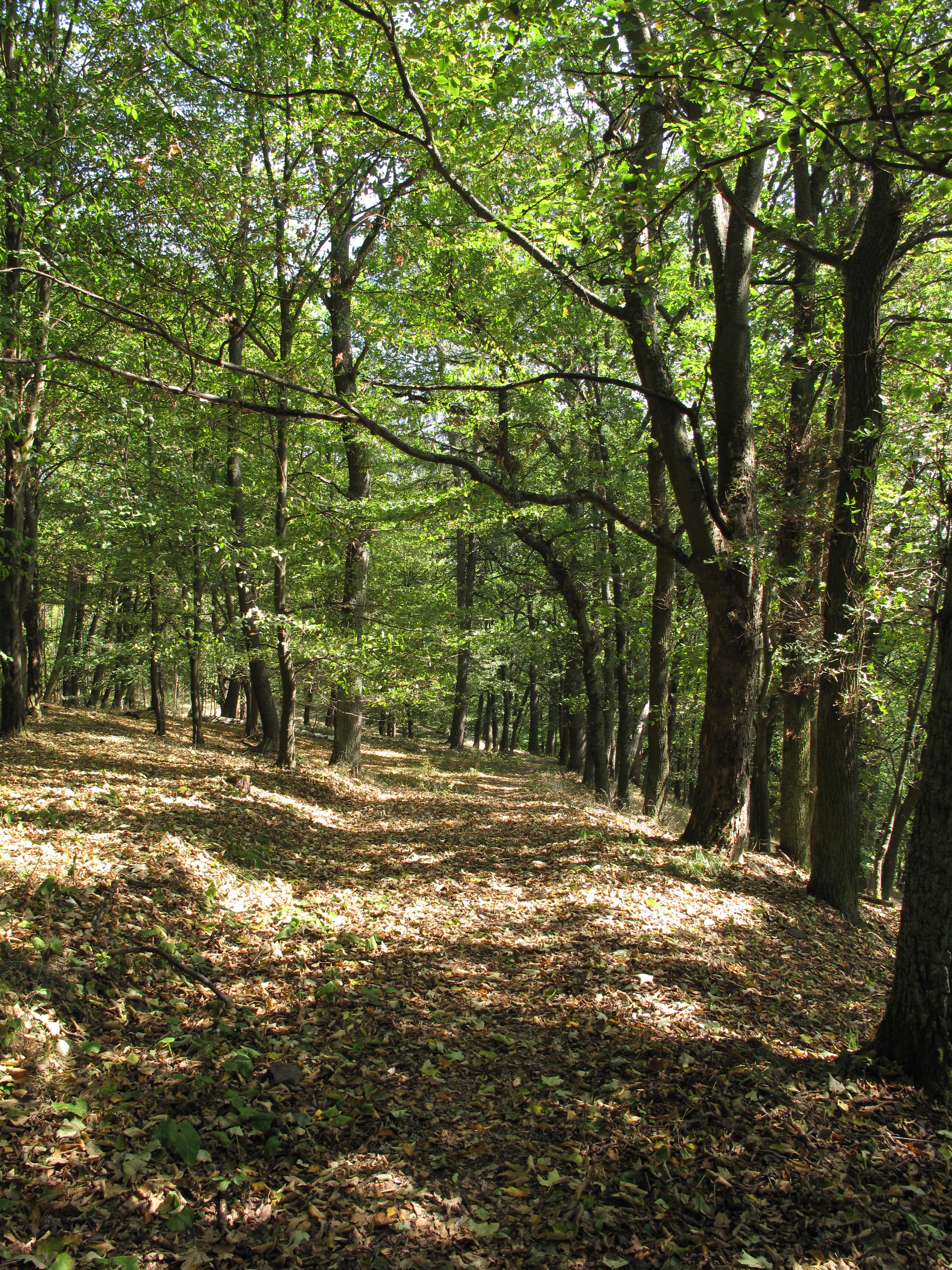
Listnatý les
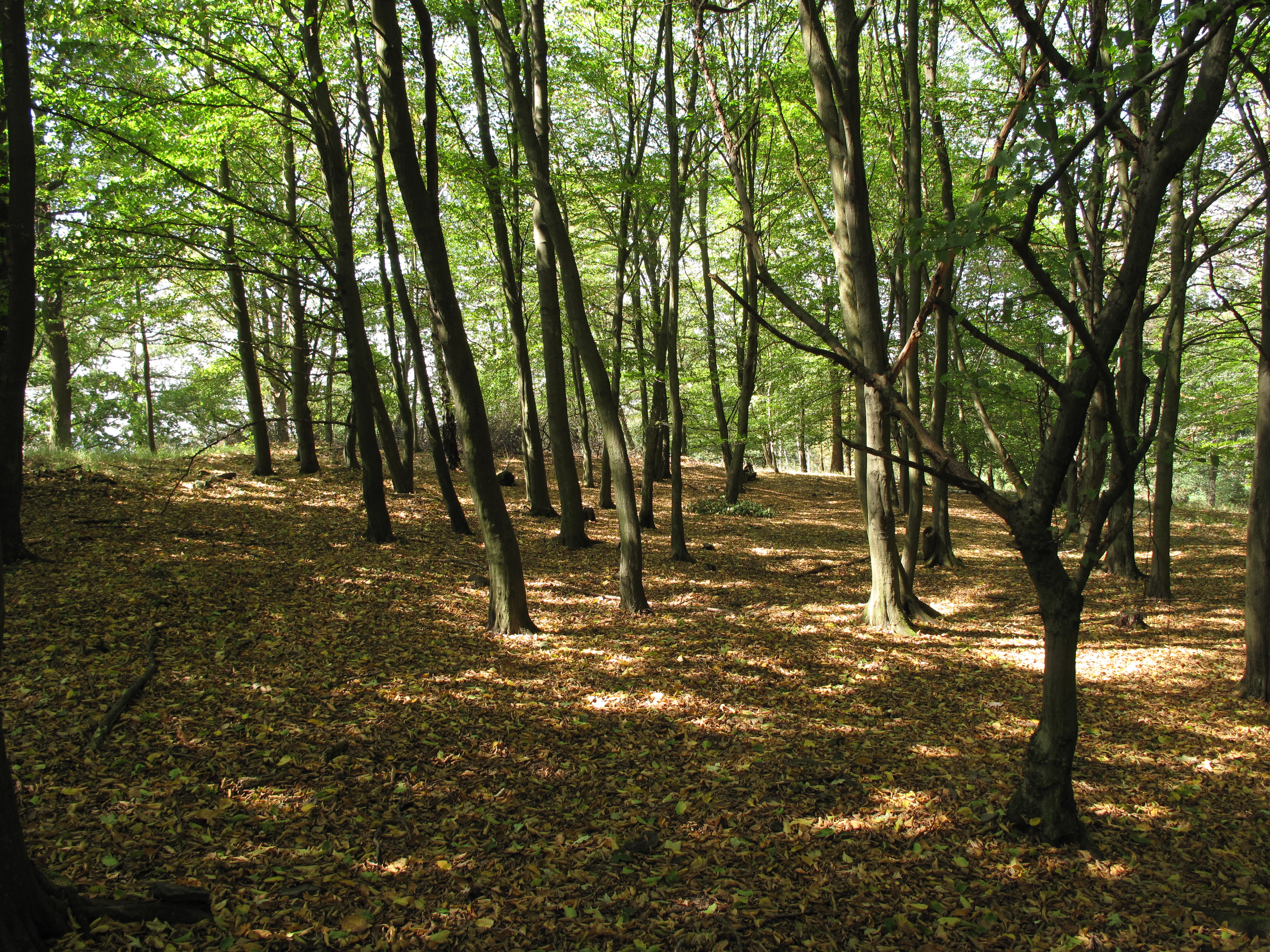
Habřina